# Edifici de Sindicats
L'Edifici de Sindicats, antiga seu de la Caixa Mútua Popular, es troba a la cantonada de la Via Laietana, 16-18 i el carrer de l'Argenteria, 2-4 de Barcelona i està catalogat com a bé amb elements d'interès (categoria C). Actualment és la seu del sindicat Comissions Obreres de Catalunya (CCOO).

## Història

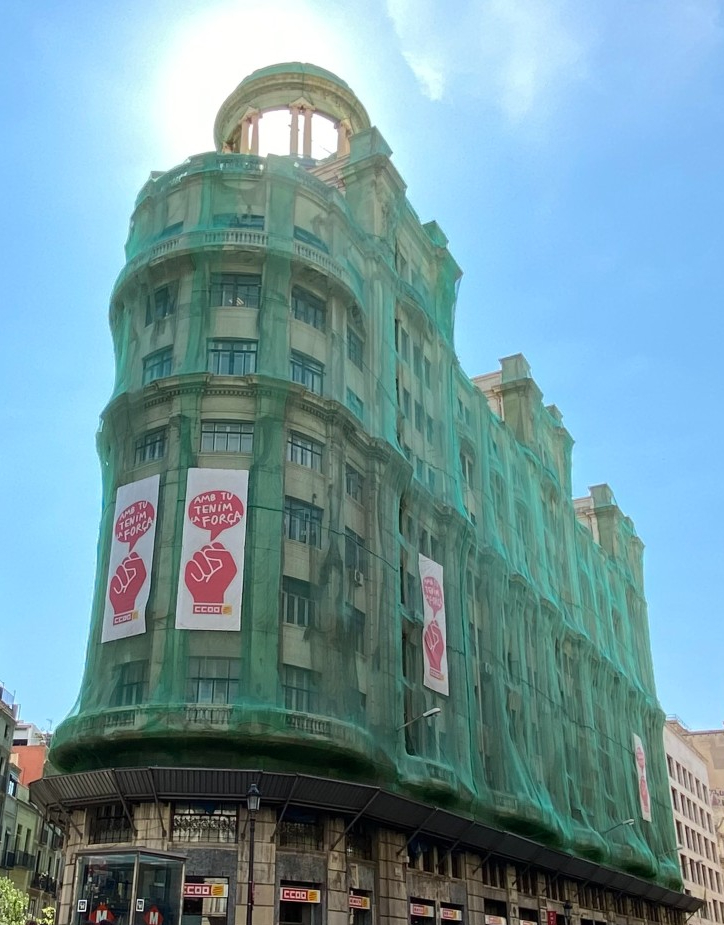
L'edifici durant les obres de rehabitació

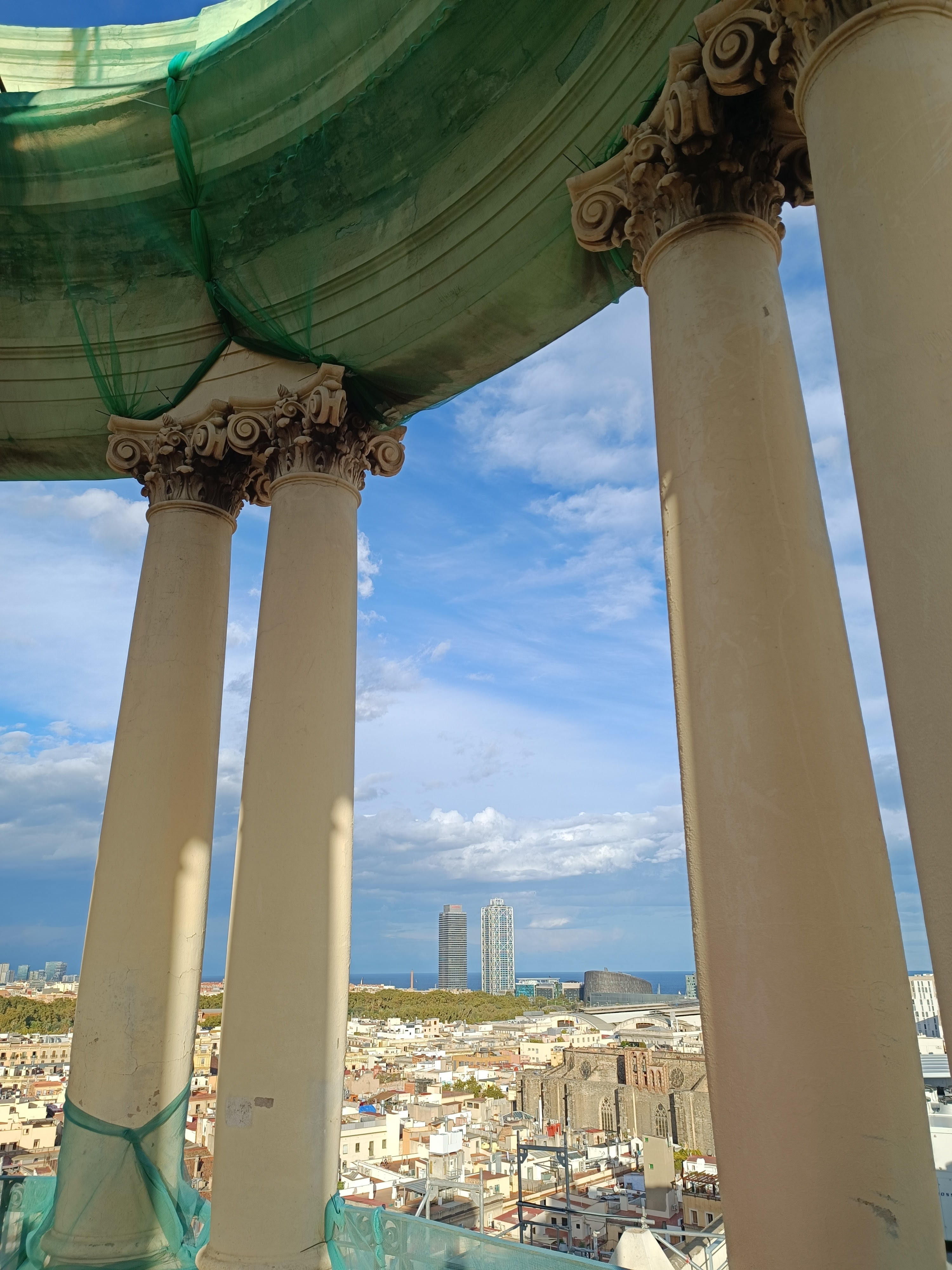
Detall del templet que corona l'edifici

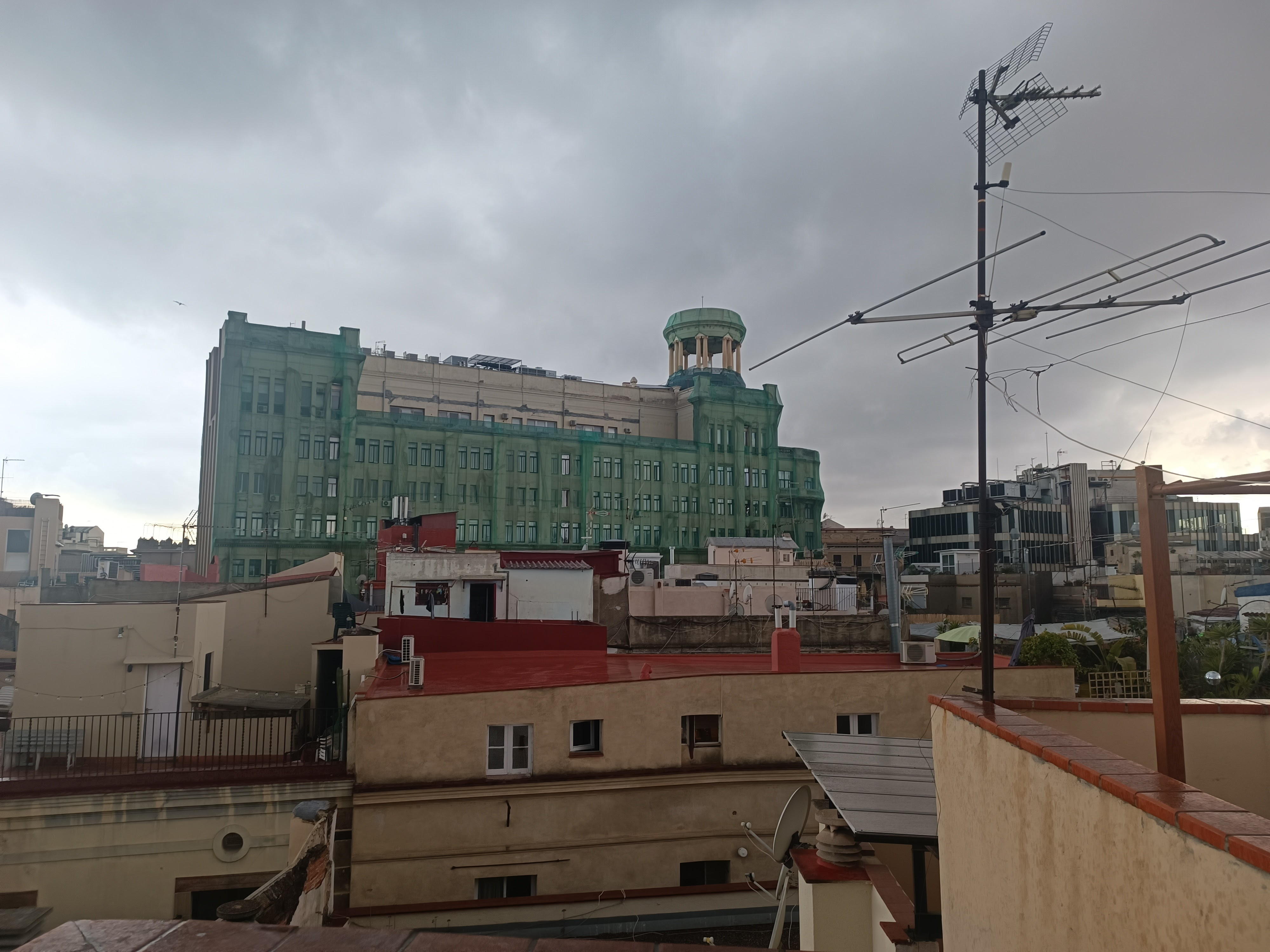
Vista de la façana del carrer de l'Argenteria

Va ser projectat el 1922 per l'arquitecte Josep Domènech i Mansana com a seu de la Caixa Mútua Popular, representada per l'administrador delegat Luis de Izaguirre. El 1925, aquest va demanar permís per a remuntar-hi tres plantes i afegir-hi el templet circular, segons el projecte del mateix arquitecte, i novament el 1927 per a instal·lar-hi tres ascensors.
Durant la Segona República va acollir la seu del Departament de Treball i Obres Públiques de la Generalitat republicana, i durant la Guerra Civil va ser un refugi antiaeri. Durant el franquisme i fins al 1975, hi va tenir les seves dependències el Sindicat Vertical. Després va ser la direcció general de l'INEM i també va haver-hi una seu del Banco Vizcaya.
A finals del 1989, el sindicat Comissions Obreres (CCOO) va ocupar l'edifici, reclamant la compensació del patrimoni sindical expropiat durant el franquisme i seu propietari, el Ministeri de Treball, va cedir-ne l'ús a CCOO i la Unió General de Treballadors (UGT), que des de llavors van compartir espais amb la Confederació General del Treball (CGT), que ocupava la 9a planta. La UGT es va traslladar al 2008 i la CGT al 2018, i des de llavors, CCOO ocupa les 10 plantes de l'edifici.

### Rehabilitació
El maig del 2022 van començar les obres de rehabilitació de les façanes, patis interiors i terrats amb un pressupost de 6,5 milions d'euros, a càrrec del Ministeri de Treball.

## Arquitectura
Es tracta d'un edifici sobre un solar triangular amb un xamfrà semicircular a la cantonada. Consta de soterrani, planta baixa, vuit pisos i un àtic, amb diversos cossos sobresortints, entre els quals destaca el templet circular sobre el xamfrà, actualment sense cúpula.
L'edifici s'articula per les línies verticals de les portes i finestres, interrompudes de manera discontínua per les horitzontals dels balcons. Com d'altres de la mateixa Via Laietana, es remet a l'arquitectura de l'Escola de Chicago, caracteritzada per la seva funcionalitat.